# Малая гимнура
Малая гимнура, или малый крысиный ёж (лат. Hylomys suillus), — вид млекопитающих из подсемейства гимнур (Galericinae) семейства ежовых (Erinaceidae).

## Описание
Самый мелкий представитель гимнур, имеющий длину тела от 100 до 140 мм (длина хвоста до 25 мм) и массу от 45 до 80 г. Число зубов — 44: резцы 3/3, клыки 1/1, предкоренные 4/4, коренные 3/3. Рацион состоит из земляных червей и насекомых.

## Ареал и места обитания
Встречаются в биотопах с разреженной тропической растительностью (леса и кустарники), главным образом в горах и холмах. 
Вид распространён в Юго-Восточной Азии: Бруней, Вьетнам, Индонезия, Камбоджа, Китай, Лаос, Малайзия, Мьянма, Таиланд.

## Классификация
Выделяют 7 подвидов:
- Hylomys suillus dorsalis Thomas, 1888
- Hylomys suillus maxi Sody, 1933
- Hylomys suillus microtinus Thomas, 1925
- Hylomys suillus pegunensis Blyth, 1859
- Hylomys suillus siamensis Kloss, 1916
- Hylomys suillus suillus Müller, 1840
- Hylomys suillus tionis Chasen, 1940